# Гостолюби
Гостолюби (на гръцки: Κωνσταντία, Констандия, до 1925 година Κωστελούπ, Костелуп) е село в Егейска Македония, Гърция, в дем Мъглен (Алмопия) в административна област Централна Македония.

## География
Гостолюби е разположено 180 m в източната част на котловината Мъглен (Моглена) в подножието на планината Паяк (Пайко). Отдалечено е на 5 km североизточно от Къпиняни (Ексаплатанос) и на 11 km от град Съботско (Аридеа). Източно от селото се намира аязмото Свети Тодор, от което вероятно носи името си съседното село Тодорци.

## История
В 1995 година в местността Ксирика е открит некропол от Желязната епоха (1100 – 700 г. пр. Хр.).

### В Османската империя
Според Стефан Веркович към края на XIX век Гостолюби (Гостолюбе) е българо-мохамеданско селище с мъжко население 640 души и 180 домакинства. Съгласно статистиката на Васил Кънчов („Македония. Етнография и статистика“) към 1900 година в Гостолюби живеят 1300 българи мохамедани.
Екзархийската статистика за Воденската каза от 1912 година показва селото с 1440 жители.

### В Гърция
През Балканската война в 1912 година селото е окупирано от гръцки части и остава в Гърция след Междусъюзническата война в 1913 година. Боривое Милоевич пише в 1921 година („Южна Македония“), че Гостолюбе (Гостољубе) има 184 къщи славяни мохамедани.
В 1924 година мюсюлманското му население се изселва в Турция и на негово място са настанени понтийски гърци, бежанци от Котиора, малко от Трапезунд, туркогласни караманлии и бежанци от Чорум и Ахметли.
В 1925 година е преименувано на Констандия. Според преброяването от 1928 година селото е бежанско със 165 бежански семейства и 741 души.
Селото пострадва силно в Гражданската война. На 10 февруари 1947 година части на Демократичната армия на Гърция го нападат, убиват 34 жители и изгарят много къщи.
Произвеждат се десертно грозде, жито, тютюн, овошки, като е развито и скотовъдството.
Църквата в селото е посветена на Свети Нектарий и в нея се пазят част от мощите на светеца.
| Име                             | Име             | Ново име     | Ново име    | Описание                        |
| ------------------------------- | --------------- | ------------ | ----------- | ------------------------------- |
| Църтека Тумба или Църцека Тумба | Τσερτέκα Τουμπα | Мавро Ипсома | Μαϋρο Ὑψωμα | връх на И от Гостолюби (1055 m) |
| Вирови                          | Βιρόβι          | Вати неро    | Βαθύ νερό   |                                 |
| Раковиц                         | Ρόκαβιτς        | Констандия   | Κωνσταντία  | връх на И от Гостолюби (1149 m) |

| Година    | 1913 | 1920 | 1928 | 1940 | 1951 | 1961 | 1971 | 1981 | 1991 | 2001 | 2011 | 2021 |
| --------- | ---- | ---- | ---- | ---- | ---- | ---- | ---- | ---- | ---- | ---- | ---- | ---- |
| Население | 1208 | 1197 | 785  | 1144 | 994  | 1029 | 802  | 719  | 724  | 759  | 570  | 514  |